# Tetraleurodes caulicola
Tetraleurodes caulicola és un hemípter del gènere Tetraleurodes de la família dels Aleiròdids.
L'espècie va ser descrita científicament per primera vegada per Nakahara el 1995.